# Grotte de Callao
La grotte de Callao est une grotte calcaire de sept chambres, située à Peñablanca dans la province de Cagayan aux Philippines. Elle a donné son nom à l'Homme de Callao, un hominidé éteint dont les premiers fossiles ont été découverts dans cette grotte.

## Géographie
La ville a été nommée Peñablanca (roche blanche en espagnol) en raison de la présence de roches calcaires blanches dans la région. La grotte s'étend sous les barangays de Magdalo et Quibal, à environ 24 kilomètres au nord-est de la ville de Tuguegarao, capitale de la province de Cagayan.

## Description
Cette grotte aménagée est l'une des 300 grottes qui parsèment la région et constitue l'attraction touristique naturelle la plus connue de la province. 